# Live at the Paramount
Albums de Nirvana
Live at Reading
(2009) Live and Loud
(2013)
Live at the Paramount est une vidéo live du groupe Nirvana, publiée en DVD et Blu-ray en 2011 et enregistrée au Paramount Theatre de Seattle le 31 octobre 1991, un mois après la sortie de Nevermind et le début du succès de cet album.

## Morceaux
1. Jesus Doesn't Want Me for a Sunbeam (reprise de The Vaselines)
2. Aneurysm
3. Drain You
4. School
5. Floyd the Barber
6. Smells Like Teen Spirit
7. About a Girl
8. Polly
9. Breed
10. Sliver
11. Love Buzz (reprise de Shocking Blue)
12. Lithium
13. Been a Son
14. Negative Creep
15. On a Plain
16. Blew

Rappel:
1. Rape Me
2. Territorial Pissings
3. Endless, Nameless